# Amt Pulheim
Das Amt Pulheim war ein Amt im Landkreis Köln in der preußischen Rheinprovinz und in Nordrhein-Westfalen. Es ging aus der Bürgermeisterei Pulheim und der Bürgermeisterei Stommeln hervor. Das Gebiet des Amtes gehört heute größtenteils zur Stadt Pulheim im Rhein-Erft-Kreis.

## Bürgermeistereien Pulheim und Stommeln
Von 1798 bis 1814 standen alle linksrheinischen Gebiete unter französischer Herrschaft. Während dieser Zeit wurden nach französischem Vorbild die Mairien Pulheim und Stommeln eingerichtet, die zum Arrondissement Köln des Rur-Departements gehörten. Nachdem das Rheinland 1814 an Preußen gefallen war, wurden aus den Mairien preußische Bürgermeistereien, die beide 1816 zum neuen Landkreis Köln kamen.
Die Bürgermeisterei Pulheim umfasste die beiden Gemeinden Pulheim und Geyen, während zur Bürgermeisterei Stommeln die beiden Gemeinden Stommeln und Sinnersdorf gehörten.

## Ämter Pulheim und Stommeln
Am Ende des Jahres 1927 wurde die Bezeichnung aller rheinischen Landbürgermeistereien in „Amt“ geändert. Die beiden Bürgermeistereien hießen nun Amt Pulheim und Amt Stommeln.
Das Amt Stommeln wurde am 1. Oktober 1934 aufgelöst und seine beiden Gemeinden Stommeln und Sinnersdorf wurden in das Amt Pulheim eingegliedert. Am 1. September 1953 schied die Gemeinde Stommeln aus dem Amt Pulheim aus und war seitdem amtsfrei.
Am 1. Januar 1964 schied die Gemeinde Geyen aus dem Amt aus und wurde entsprechend dem Ergebnis eines Volksentscheids nach Brauweiler eingemeindet. Gleichzeitig wurde das Amt Pulheim aufgelöst, womit Pulheim und Sinnersdorf amtsfreie Gemeinden wurden.

## Gebietsreform 1975
Durch das Köln-Gesetz wurden am 1. Januar 1975 Brauweiler (mit Geyen, ohne Neufreimersdorf und Widdersdorf), Pulheim, Stommeln sowie der Ortsteil Sinnersdorf der Gemeinde Sinnersdorf zur neuen Gemeinde Pulheim zusammengeschlossen. Der restliche Teil der Gemeinde Sinnersdorf kam zur Stadt Köln.

## Einwohnerentwicklung
| Jahr | Bürgermeisterei Pulheim | Bürgermeisterei Stommeln | Quelle |
| ---- | ----------------------- | ------------------------ | ------ |
| 1843 | 2.019                   | 2.905                    | [ 4 ]  |
| 1871 | 2.303                   | 3.417                    | [ 5 ]  |
| 1885 | 2.403                   | 3.481                    | [ 6 ]  |
| 1910 | 2.707                   | 3.810                    | [ 7 ]  |
| 1925 | 3.258                   | 4.073                    | [ 8 ]  |
|      | Amt Pulheim             |                          |        |
| 1939 | 7.516                   | 7.516                    | [ 9 ]  |
| 1950 | 10.512                  | 10.512                   | [ 10 ] |
| 1961 | 9.814                   | 9.814                    | [ 10 ] |

Das Amt wurde 1953 verkleinert.